# Real Genius
Real Genius (br Academia de Gênios / pt Academia de Génios) é um filme estadunidense de 1985, do gênero comédia, dirigido por Martha Coolidge.

## Sinopse
Um grupo de alunos superdotados de uma faculdade de Física, participam de um projeto de desenvolvimento de um laser de alta intensidade e precisão, sendo todos subordinados por um hostil e invejoso professor que, secretamente, pretende vender os resultados para militares, mas quando os alunos descobrem o plano, armam um esquema para enganar os militares e professor. 

## Elenco
- Val Kilmer .... Chris Knight
- Gabriel Jarret .... Mitch Taylor
- Michelle Meyrink .... Jordan Cochran
- William Atherton .... Prof. Jerry Hathaway
- Jon Gries .... Lazlo Hollyfeld
- Patti D'Arbanville .... Sherry Nugil
- Stacy Peralta .... piloto
- Daniel Ades .... vítima do raio laser
- Andres Aybar .... balconista
- Louis Giambalvo .... Maj. Carnagle
- Ed Lauter .... David Decker
- Charles Shull .... brigadeiro
- Beau Billingslea .... George
- Charles Parks .... Larry
- Sean Frye.... moleque na feira de ciências